# Tone Float
Tone Float és el primer i únic disc publicat pel grup de rock alemany Organisation. Va aparèixer l'any 1970, i fou editat al segell discogràfic RCA.
L'estil de Tone Float és comparable al del material publicat per altres grups contemporanis de l'escena rock alemanya, com Can o els primers Tangerine Dream: d'una banda, segueix l'estil del rock simfònic representat per Pink Floyd, però també mostra influències de músics avantguardistes com Karlheinz Stockhausen.
Fou produït per Conrad "Conny" Plank, i enregistrat als seus estudis provisionals, localitzats a una refineria de petroli abandonada. Gràcies als contactes de Plank, Organisation pogué publicar el seu primer disc al segell RCA; però això va fer que a Alemanya el disc només estigués disponible via importació i no hi va vendre gaire còpies.
Veient les baixes xifres de vendes del disc, RCA va decidir de rescindir el contracte d'Organisation, que poc després es dissolgueren. Hütter i Schneider formaren posteriorment Kraftwerk.
L'àlbum no ha estat reeditat oficialment en CD, però sí que han aparegut LPs i CDs no oficials a partir dels anys 90. Algunes d'aquestes reedicions inclouen un tema extra anomenat "Vor dem blauen Bock", però en realitat es tracta de "Truckstop Gondolero/Rückstoß Gondoliere", que, a més, fou interpretat per Kraftwerk en directe al programa televisiu Beatclub al mes de maig de 1971, en la primera aparició televisiva del grup.

## Temes
1. Tone Float - 20:37
2. Milk Rock - 5:17
3. Rhythm Salad - 3:15
4. Silver Forest - 4:05
5. Noitasinagro - 7:42

Tema extra:
1. Vor dem blauen Bock (Truckstop Gondolero/Rückstoß Gondoliere) - 11:17

## Dades
- Organisation:

Basil Hammoudi: Veus, bongos, caixa de música, conga, gong, glockenspiel, percussió.
Ralf Hütter: Orgue Hammond.
Florian Schneider-Esleben: Flauta elèctrica i acústica, campana, triangle, violí elèctric, percussió.
Butch Hauf: Baix, percussions.
Fred Monicks: Bateria, pandereta, maraca, esquella, bongos, percussió.
- Produït per Conny Plank.